# Der Stammbaum des Dr. Pistorius
Der Stammbaum des Dr. Pistorius  ist ein 1939 gedrehter deutscher Spielfilm von Karl Georg Külb nach dem gleichnamigen Roman von Waldemar Reichardt. In der Hauptrolle verkörpert Ernst Waldow den Kleinbürger Dr. Pistorius, der nach überraschenden Erlebnissen zu der Erkenntnis gelangt, dass der Wert eines Menschen von dessen Persönlichkeit abhängt und nicht von einem adeligen Stammbaum.
Es handelt sich um einen Vorbehaltsfilm der Friedrich-Wilhelm-Murnau-Stiftung. Er gehört damit zum Bestand der Stiftung, ist nicht für den Vertrieb freigegeben, und darf nur mit Zustimmung und unter Bedingungen der Stiftung gezeigt werden.

## Handlung
Im Jahr 1935 lebt Oberregierungsrat Dr. Fritz Pistorius mit seiner Frau Elfriede und dem gemeinsamen Sohn Hermann in der Kleinstadt Sodenberg. Meist legt er, der eigentlich ein Kleinbürger ist, ein dünkelhaftes Verhalten an den Tag und hält sich für einen „besseren Herrn“. Da er glaubt, adeliger Abstammung zu sein, stellt er Nachforschungen über seine Vorfahren an. Peinlich berührt muss er zur Kenntnis nehmen, dass seine Ahnen aus kleinsten Verhältnissen stammen.
Den politischen Veränderungen im Land, von denen Hermann Pistorius sich begeistert zeigt, stehen der Oberregierungsrat und seine Frau ablehnend gegenüber. Als Hermann sich in die Tochter des Schuhmachermeisters Tettenborn verliebt, sind die Eltern alles andere als begeistert, denn sie haben für ihren Sohn bereits ein, wie sie meinen, standesgemäßes Mädchen ausgesucht.
Neben seinen Nachforschungen über seine Vorfahren, bringen Pistorius auch weitere Erlebnisse allmählich zu der Erkenntnis, dass der Wert eines Menschen in erster Linie von seiner Persönlichkeit abhängt und ein noch so feudaler Stammbaum nicht bestimmend für seinen Charakter ist. Das bringt ihn auch zu der Einsicht, die Liebe seines Sohnes zur Tochter des Schuhmachermeisters zu akzeptieren.
Als das Ehepaar von seinem Fenster aus zuschaut, wie die Hitlerjugend singend im Gleichmarsch vorbeimarschiert, kommen sie zu der Erkenntnis: „Die Zeit ist über uns hinweg gegangen und wir haben es gar nicht bemerkt. Die Jugend marschiert ihren Weg, das ist doch stärker als wir.“

## Produktion
Der Film wurde von der Universum-Film AG Berlin unter der Herstellungsleitung von Erich Holder produziert und von der Afifa Berlin kopiert. Die Aufnahmeleitung lag bei Alfred Henseler. Die Filmbauten stammen von Anton Weber und Hermann Asmus. Die Kostüme entwarf Vera Mügge. Die Liedtexte schrieb Konrad Liß. Die Dreharbeiten begannen am 6. Juli und dauerten bis Mitte August 1939 und fanden in Zerbst und Trebbin statt. Der Film wurde am 5. Dezember 1939 im Union Theater Kurfürstendamm in Berlin uraufgeführt.
Die Herstellungskosten lagen mit 484.000 RM ausgesprochen niedrig. Bis Februar 1941 lag das Einspielergebnis jedoch nur bei 615.000 RM. Damit kann der Film nur als mäßiger Erfolg gewertet werden.

## Rezeption
Heute erfährt der Film wenig Beachtung. Die Medienwissenschaftlerin Lisa Pine sieht die Verfilmung als Teil der nationalsozialistischen Familienpolitik, in der die Rolle der Eltern bei der Erziehung der Kinder zugunsten staatlicher Organisationen, zum Beispiel des Bundes Deutscher Mädel, zurückgedrängt wurde.
In Bogusław Drewniaks Der deutsche Film 1938–1945 heißt es: „Fest auf dem Heimatboden stand ‚Der Stammbaum des Dr. Pistorius‘ – eine Farce der politischen Wirklichkeit. […] Pistorius‘ unehelicher Sohn wurde aber inzwischen HJ-Führer bei den Segelfliegern. Das gab den Filmautoren die Möglichkeit, dem Filmpublikum rund 500 Hitlerjungen und BDM-Mädel zu zeigen. […] Der Film wollte Hoffnung verbreiten: Der Spießer Pistorius wird noch ein besserer Mensch werden.“
Nach dem Ende des Zweiten Weltkrieges wurde Der Stammbaum des Dr. Pistorius wegen der in ihm enthaltenen nationalsozialistischer Propaganda als Vorbehaltsfilm eingestuft. Seine öffentliche Aufführung ist seitdem nur eingeschränkt möglich. Heute beansprucht die Friedrich-Wilhelm-Murnau-Stiftung die Auswertungsrechte.